# Pasărea Paradisului (constelație)
Pasărea Paradisului - pe numele mai folosit, Apus (din latină) - este o constelație de pe cerul austral.

## Descriere și localizare

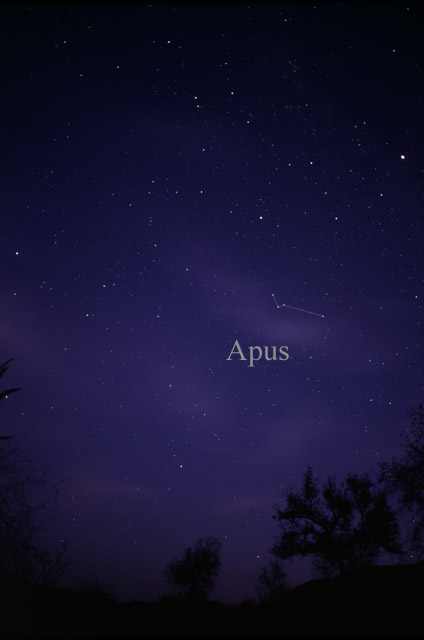
Constelația Pasărea Paradisului văzută cu ochiul liber. Pentru identificarea mai ușoară au fost trasate linii între stele.

Pasărea Paradisului este o constelație discretă aflată în apropierea polului sud ceresc. Numai două dintre stelele sale ating o magnitudine aparentă mai mică de 4m. Constelația ar reprezenta o pasăre tropicală.

## Istorie
Prima referire cunoscută la constelația Păsării Paradisului apare în Uranometria lui Johann Bayer în 1603, dar este posibil ca originea denumirii sale să provină de la navigatorii 

neerlandezi Pieter Dirkszoon Keyser et Frederick de Houtman.

## Obiecte cerești
Coordonate:  16h 00m 00s, +75° 00′ 00″